# Motor Torpedo Boat

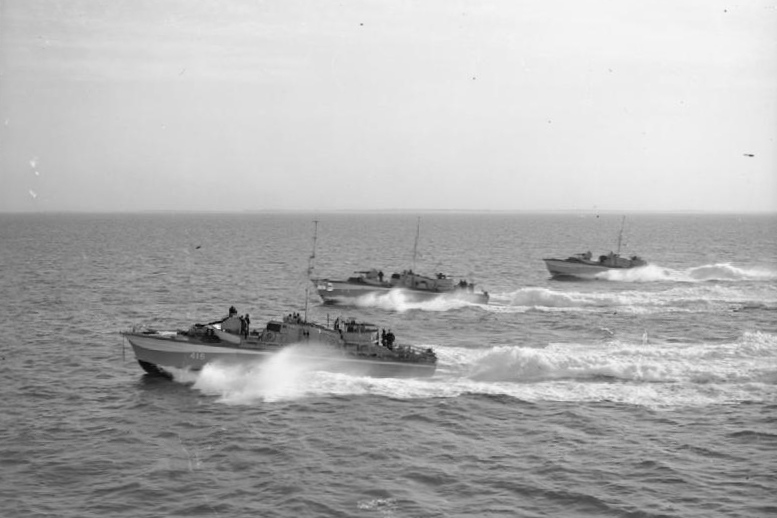
12 juni 1944: de MTB 416, MTB 413 en MTB 414 na een patrouille bij Cherbourg

Motor Torpedo Boat (MTB) was een snelle motorboot die door de Royal Navy en de Koninklijke Canadese marine werd gebruikt. De Britse MTB's werden gebruikt door de kustwacht van de Britse Marine.

## Beschrijving
Het waren kleine lichte oorlogsschepen, aangedreven met motoren of gasturbines, die een hoge snelheid konden bereiken. De romp was zo'n 35 meter lang, net als bij de Motor Gun Boat. De bewapening bestond uit twee of vier torpedo's. De schepen werden vooral gebruikt als verrassingsaanvalswapen. Ze vielen aan met hoge snelheid en konden ook snel weer terugtrekken. Nadelen waren het geringe bereik, de zeewaardigheid die te wensen overliet en de beperkte accommodatie voor de bemanning.
De Amerikanen noemden ze Patrol Torpedo Boat (PT), de Duitsers Schnellboot (S-boot), de Italianen Motoscafo Armato Silurante (MAS) en de Fransen Vedettes Lance Torpilles (VLT). In Nederland werd de Engelse naam gebruikt.